# Pęknięcia okrężne
Pęknięcia okrężne, pęknięcia słojowe – wada drewna z grupy pęknięć występująca w drewnie wszystkich gatunków drzew.
Pęknięcia te bardzo często spotykane są w starszych jodłach, wiązach i topolach w postaci szczeliny, przebiegającej wzdłuż granicy jednego słoja rocznego lub przechodzącej częściowo na słoje sąsiednie. Zazwyczaj występuje ono na znacznej długości pnia.
Pęknięcia okrężne dzielą się na:
- łukowe - obejmujące mniej niż połowę obwodu słoja rocznego
- pełne - rozdzielające słoje roczne w połowie lub powyżej połowy obwodu

Pęknięcia te powstają prawdopodobnie w wyniku działania zmiennej temperatury lub  wiatru. Pęknięcia powstają na granicy stref drewna wąskosłoistego i szerokosłoistego. Taka niejednolita budowa spowodowana jest zmiennymi warunkami wzrostu w różnych okresach życia drzewa.
Przy ocenie drewna okrągłego w pęknięciu łukowym mierzy się cięciwę łączącą ze sobą oba końce łuku, w pęknięciach pełnych średnicę pierścienia i wyraża się w centymetrach w odniesieniu do średnicy czoła.
Wygląd podobny do pęknięć okrężnych ma tzw. opuklina – wada powstająca na skutek działania grzybów.